# 중앙토지수용위원회
중앙토지수용위원회(中央土地收用委員會)는 토지등의 수용과 사용에 관한 재결을 관장하는 국토교통부의 소속기관이다. 1962년 1월 1일 발족하였으며, 세종특별자치시 한누리대로 402에 위치하고 있다. 위원장은 임기제공무원으로 보한다.

## 설치 근거
- 「공익사업을 위한 토지 등의 취득 및 보상에 관한 법률」 제49조[1]

## 연혁
- 1962년 1월 1일: 건설부 소속으로 중앙토지수용위원회 설치.
- 1990년 4월 7일: 사무국을 설치.

## 관할
- 국가 또는 시·도가 사업시행자인 사업
- 수용하거나 사용할 토지가 둘 이상의 시·도에 걸쳐 있는 사업
- 위의 사항을 외의 사업의 재결에 관한 사업은 지방토지수용위원회가 관장한다.

## 조직

### 위원장
- 위원은 위원장 1명을 포함하여 20명 이내로 한다.[2] 이때, 위원장은 국토교통부장관이 겸직한다.[3]
- 상임위원은 국토교통부장관의 제청으로 대통령이 임명하며, 비상임위원은 국토교통부장관이 위촉한다.[4]
- 임기는 3년이며, 연임할 수 있다.[5]

| 직위     | 성명   | 비고                |
| -------- | ------ | ------------------- |
| 위원장   | 박상우 | 국토교통부장관 겸직 |
| 상임위원 | 김상문 |                     |
| 위원     | 김민호 |                     |
| 위원     | 김이탁 |                     |
| 위원     | 김재광 |                     |
| 위원     | 김종구 |                     |
| 위원     | 박귀경 |                     |
| 위원     | 박해식 |                     |
| 위원     | 송시헌 |                     |
| 위원     | 신동헌 |                     |
| 위원     | 안충환 |                     |
| 위원     | 예병목 |                     |
| 위원     | 유은철 |                     |
| 위원     | 이문기 |                     |
| 위원     | 이형석 |                     |
| 위원     | 임송학 |                     |
| 위원     | 조소영 |                     |
| 위원     | 조윤열 |                     |
| 위원     | 최진숙 |                     |
| 위원     | 홍성훈 |                     |
| 위원     | 황창근 |                     |

### 하부조직
- 사무국[6]

### 지방토지수용위원회
- 서울지방토지수용위원회
- 부산지방토지수용위원회
- 대구지방토지수용위원회
- 인천지방토지수용위원회
- 광주지방토지수용위원회
- 대전지방토지수용위원회
- 울산지방토지수용위원회
- 경기지방토지수용위원회
- 강원지방토지수용위원회
- 충북지방토지수용위원회
- 충남지방토지수용위원회
- 전북지방토지수용위원회
- 전남지방토지수용위원회
- 경북지방토지수용위원회
- 경남지방토지수용위원회
- 제주지방토지수용위원회

## 토지수용제도
국가나 공공기관에서는 다목적댐을 건설하고 도로, 철도, 항만,산업단지를 조성하며 주택건설과 교육시설을 설치하는 등 많은 공익사업을 시행하고 있다. 이러한 공익사업을 시행하기 위하여는 사업에 쓸 토지 등이 필요하기 때문에 국가나 공공단체에서는 이들 토지 등을 취득하기 위하여 토지,물건 등 소유자 (이하 "토지소유자"라 한다)와 먼저 매수 협의를 하고 이 때에 원만한 협의가 이루어지게 되면 상호간에 계약을 체결하여 필요한 토지등을 매수하게 된다. 그러나 협의매수가 불가능한 경우도 있으므로 이를 대비하여 사유재산제를 인정하고 있는 모든 민주국가에서는 공익사업 용지를 강제로 취득할 수 있는 토지수용제도를 마련하고 있으며 이 제도를 시행하고 있다.

### 이의신청 절차
- 재결신청(사업시행자) → 신청서 접수(중앙토지수용위원회) → 공고 및 열람(시군구) → 의견검토 및 보상액 산정 → 수용 재결 → 재결서 송달 → 행정소송 제기(소유자) 또는 이의 신청(소유자)

#### 이의신청시
- 감정평가의뢰 및 보상액 산정 → 이의 재결 → 재결서 송달 → 행정소송 제기(소유자)

## 같이 보기
- 중앙행정심판위원회
- 중앙환경분쟁조정위원회